# Искусство тканья азербайджанских ковров

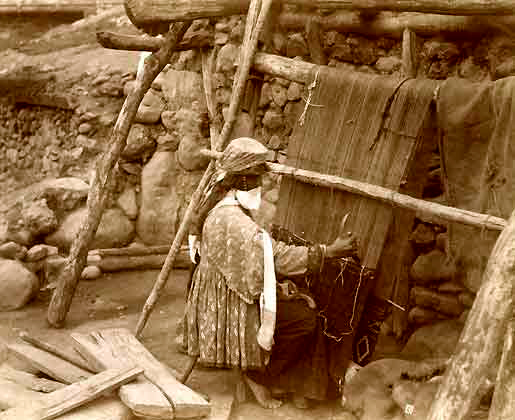
Азербайджанка ткет ковёр. Начало XX века

Традиционное искусство ткачества азербайджанских ковров (азерб. Ənənəvi Azərbaycan xalçaçılıq sənəti) — ручное производство азербайджанского ковра ворсового и безворсового типов, отличающегося разнообразием размеров, плотности текстуры, узоры которого характерны для многих областей ковроткачества в Азербайджане.

## Процедура

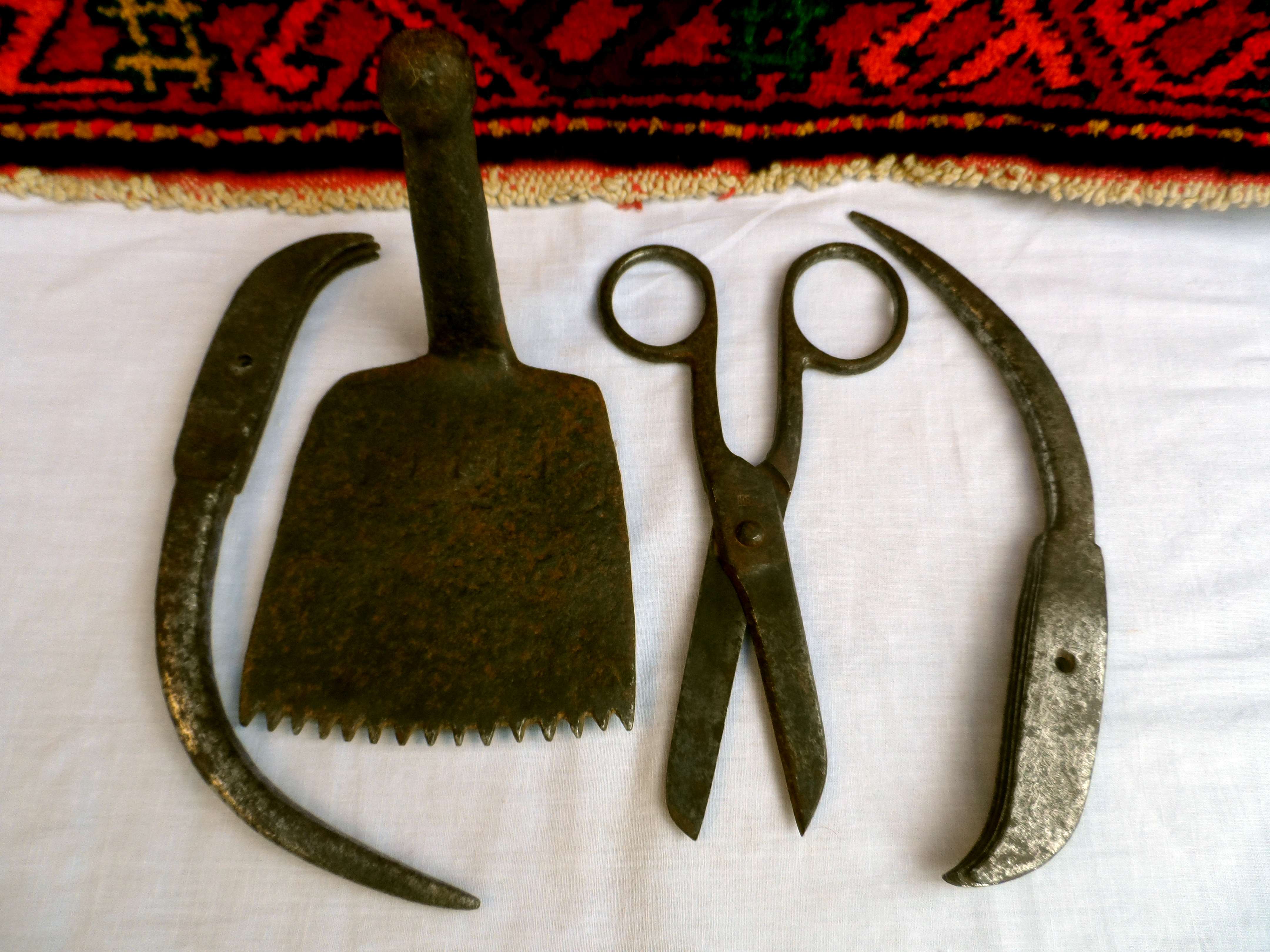
Инструменты для ткания азербайджанских ковров

По технике изготовления и фактуре азербайджанские ковры делятся на два резко разнящихся вида: безворсные («паласы», «джеджимы», «сумахи», «килимы», «зили», «верни» и др.) и ворсовые (большие — «хали» и сравнительно мелкие — «халча»). Иранский учёный-искусствовед Карим Мирзаи в своём очерке «Азербайджанский ковёр от Дербента до Сарбанда через Шахсевенов», исследуя на основе трудов Яна Беннета, Лятифа Керимова и Николаса Фоккера воздействие этнографической группы азербайджанцев — шахсевенов на развитие ковроткачества в Азербайджане, начиная с XVII века, приводит следующую типовую градацию азербайджанских ковров на основе техники исполнения: тип «Борчалы-Казак»; тип А — кубинский ковёр «гюмюль»; тип А-1 — «муганский ковёр»; тип А-2 — «занджанский ковёр»; тип А-3 — «сарбандский ковёр»; тип Б — «шушинский ханский ковёр»; тип Б-1 — «тебризский ковёр»; тип Б-2 — «сарбандский тебризский ковёр»; тип В — «кубинский алпанский ковёр»; тип В-1 — «зенджан-алпанский»; тип Г — «дербентская бута».
Ковроделие является частью семейной традиции, которая передаётся как устно, так и в ходе практических занятий. Весной и осенью мужчины стригут овец, пока весной, летом и осенью женщины собирают красители, прядут и красят пряжу. Ткачество осуществляется в течение зимы женщинами — членами большой семьи, девушки обучаются у своих матерей и бабушек, а невестки помогают своим свекровям. Ковёр производится на горизонтальных или вертикальных станках с использованием разноцветной шерсти, хлопка или шёлковых нитей, окрашенных натуральными красителями. Применяя специальные методы, чтобы создать ворсовые ковры, ткачи завязывают ворсовую пряжу вокруг нитевой основы; безворсовые ковры изготовляются по-разному, когда переплетаются ткани с разнообразными узорами. Резка готовых ковров из ткацкого станка — необычайно важная процедура.
Cлаву ткачей, способных соткать ковры любого качества и сложности, начиная от простых шерстяных, заканчивая сложными шелковыми коврами, приобрели азербайджанские ковроткачи Тебриза.

## Ковроделие в жизни общества

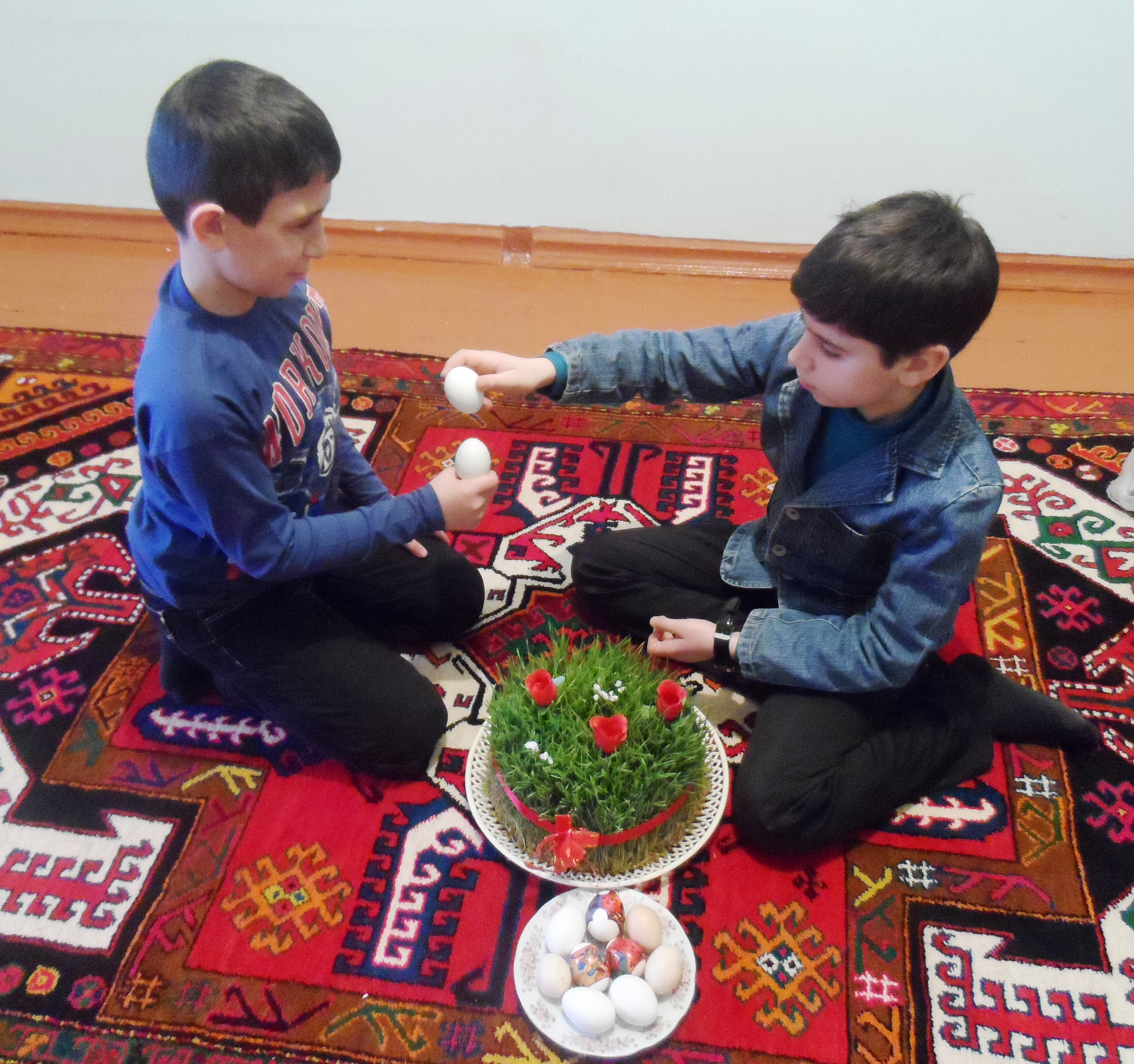
Азербайджанские дети играют на ковре во время праздника Новруз

Ковроделие тесно связано с повседневной жизнью и обычаями общества. Так, девочки, сидя на коврах, гадают и поют традиционные песни на праздник Новруз. Ковёр широко используется для украшения мебели и дома, а также специальные ковры ткут для лечебных целей, для свадебных церемоний, при рождении ребёнка, для траурных ритуалов и молитв. В большинстве домов, в основном, в гостиных, а также в спальнях ковры вешаются на стены, на пол же, в соответствии с традициями, стелятся маленькие ковры и паласы.
В прошлом ковроткачеством занимались практически в каждой азербайджанской семье. Это искусство настолько ценилось в народе, что приходившие сватать девушку обязательно спрашивали, умеет ли она ткать ковёр.

## В списке Всемирного наследия
16 ноября 2010 года на одном из заседаний Межправительственного комитета ЮНЕСКО по сохранению нематериального культурного наследия, проходивших с 15 по 19 ноября в Найроби под председательством Оле Иакова Миарон из Кении, традиционное искусство ткания азербайджанских ковров в Азербайджане было внесено в репрезентативный список нематериального культурного наследия человечества.